# Hilarió Soler i Alomà
Hilarió Soler i Alomà (Altafulla, 1825 - Barcelona, 1903) fou un jugador d'escacs i editor català, impulsor dels escacs a Catalunya a les darreries del segle xix.
Soler estigué vinculat als inicis dels escacs a la ciutat de Barcelona. Era un dels aficionats que a la dècada dels 1860 (juntament amb altres aficionats com Eusebi Riu i Canal o Carles Bosch de la Trinxeria, varen constituir un Cercle d'escacs, al Cafè del Liceu de Barcelona, traslladat posteriorment al Cafè Cuyàs. L'any 1862, juntament amb Eusebi Riu i Canal, fundà la revista mensual El Ajedrez, primera publicació d'escacs a l'Espanya peninsular La revista, dedicada bàsicament a l'àmbit de la composició de problemes d'escacs, va durar només fins al número 13, de maig de 1864. El 1865, quan ja s'havia deixat d'editar, es van publicar tots els exemplars en un sol tom en rústica, amb el títol El Ajedrez. Colección de trabajos Teórico-Prácticos relativos a este noble juego que algunos socios del Círculo de Barcelona dedican a los ajedrecistas españoles.